# Indigofera thibaudiana
Indigofera thibaudiana är en ärtväxtart som beskrevs av Dc. Indigofera thibaudiana ingår i släktet indigosläktet, och familjen ärtväxter. Inga underarter finns listade i Catalogue of Life.